# Vriesea lidicensis
Vriesea lidicensis är en gräsväxtart som beskrevs av Raulino Reitz. Vriesea lidicensis ingår i släktet Vriesea och familjen Bromeliaceae. Inga underarter finns listade i Catalogue of Life.